# مات دالاس
ماثيو جوزيف «مات» دالاس (بالإنجليزية: Matt Dallas)‏ (ولد في 21 أكتوبر 1982) هو ممثل أمريكي اشتهر بدوره الرئيسي في مسلسل كايل إكس واي الذي عُرض على ABC Family.

## حياته الشخصية
ولد دالاس في فينيكس، أريزونا وقد درس لفترة وجيزة بمدرسة ولاية أريزونا للفنون. وقد أصبح مهتما بالتمثيل في سن ال 12، عندما أخذته جدته لمسرحية البطة القبيحة، منذ ذلك الحين وهو يريد أن يصبح ممثلا. انتقل دالاس إلى لوس انجيلس، كاليفورنيا وهو في سن ال 18.

## حياته المهنية

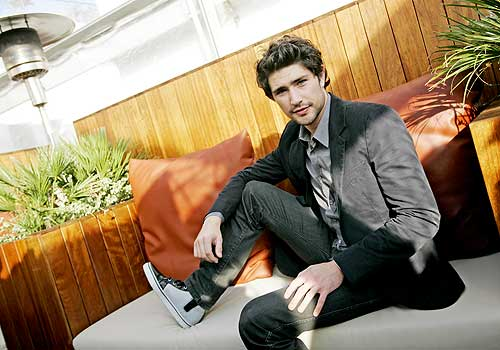
الممثل مات دالاس

لعب دالاس دور البطولة في عدة أفلام، بما في ذلك مطلوب حاضنة، فضلا عن الشخصية الرئيسية في مسلسل ايه بي سي فاميلي التلفزيوني كايل إكس واي. كما ظهر دالاس في أفلام ليفينج ذا دريم، وانابل، كامب ديزي، طريق مصاص الدماء. وكان ضيفا في المسلسل التلفزيوني انتوراج. وفي عام 2004، تألق دالاس في الأغنية المصورة «جيك لاف» لفريق fan_3. وفي عام 2005، تألق دالاس مع ميشا بارتون في أغنية جيمس بلانت المصورة «جودباي ماي لافر»، وفي عام 2008 مثل في أغنية كاتي بيري' المصورة "أفكر فيك". ثم لعب دور البطولة في كايل إكس واي، وهو مسلسل عُرض على ايه بي سي فاميلي لمدة ثلاثة مواسم. وقد انتهى المسلسل في 16 مارس، 2009. وقد أُختير دالاس في الحلقة الأولى من مسسلسل أي بي سي إيستويك، لاعبا دور محبوب روكسي (ريبيكا رومين).

## قائمة أفلامه
| أفلام       | أفلام             | أفلام            | أفلام                   |
| العام       | الاسم             | الدور            | ملاحظات                 |
| ----------- | ----------------- | ---------------- | ----------------------- |
| 2005        | طريق مصاص الدماء  | تود              |                         |
| 2005        | كامب ديزي         | ماريو            |                         |
| 2005        | وانابل            | راقص مونكي رقم 1 |                         |
| 2006        | ليفينج ذا دريم    | مايكل            |                         |
| 2006        | شوجار شانك        | ايفان            |                         |
| 2007        | الهندي            | داني             |                         |
| 2008        | مطلوب حاضنة       | ريك              |                         |
| 2009        | جيدة مثل الميت    | جيك              | مرحلة ما بعد الإنتاج    |
| تلفزيون     |                   |                  |                         |
| العام       | الاسم             | الدور            | ملاحظات                 |
| 2005        | انتوراج           | عارض أزياء       | الحلقة : "الحي الصيني"  |
| 2006-2009   | كايل إكس واي      | كايل تريجر       | الدور الرئيسي           |
| 2009        | إيستويك           | تشاد             | مرحلة ما قبل الإنتاج    |
| أغاني مصورة |                   |                  |                         |
| العام       | الاسم             | الدور            | ملاحظات                 |
| 2004        | "جيك لاف"         |                  | أغنية مصورة لفريق fan_3 |
| 2005        | "جودباي ماي لافر" |                  | أغنية مصورة لجيمس بلانت |
| 2008        | "أفكر فيك"        |                  | أغنية مصورة لكاتي بيري  |

## روابط إضافية
- مات دالاس على موقع IMDb (الإنجليزية)
- مات دالاس على موقع روتن توميتوز (الإنجليزية)
- مات دالاس على موقع ألو سيني (الفرنسية)
- مات دالاس على موقع ميوزك برينز (الإنجليزية)
- مات دالاس على موقع تيرنر كلاسيك موفيز (الإنجليزية)
- مات دالاس على موقع أول موفي (الإنجليزية)
- مات دالاس على موقع إن إن دي بي (الإنجليزية)
- مات دالاس على موقع قاعدة بيانات الفيلم (الإنجليزية)
- مات دالاس على موقع كينوبويسك (الروسية)
- Matt Dallas على موقع تي في.كوم